# أندريا كابا
أندريا كابا (بالإيطالية: Andrea Cappa)‏ (21 فبراير 1993 بروما في إيطاليا - ) هو لاعب كرة قدم إيطالي في مركز حراسة المرمى. لعب مع نادي بيسكارا ونادي فيتشينزا ونادي كييتي كالسيو الرياضي ونادي تيرامو.